# Raymond Kévorkian
Pour les articles homonymes, voir Kevorkian.
Raymond Haroutiun Kévorkian, né le 22 février 1953, est un historien français d'origine arménienne.

## Biographie
Raymond Kévorkian est né le 22 février 1953. Ancien professeur à l’Institut français de géopolitique, il est conservateur de la Bibliothèque Nubar entre 1986 et 2012. Kévorkian est aussi directeur et rédacteur de la Revue d'Histoire arménienne contemporaine.
En 1993, il est mandaté par le président arménien Levon Ter-Petrossian pour fonder le Fonds Arménien de France, organisation se voulant comme le prolongement de SOS Arménie (fondée en 1988 pour venir en aide aux victimes du séisme). Il siège depuis à son conseil d'administration et en est le secrétaire général.
Il a écrit de nombreux livres, notamment sur l'histoire de l'Arménie.

## Génocide arménien
Raymond Kévorkian a notamment étudié le génocide arménien. Il a publié une trilogie de livres issue de ses trente ans de recherche sur le sujet : en 1992 Les Arméniens dans l’Empire ottoman à la veille du génocide avec Paul Paboudjian, en 2006 Le Génocide des Arméniens, et en 2023 Parachever un génocide, qui s'intéresse plus précisément à la période postérieure à l'année 1918, qui était classiquement considérée comme la fin du génocide. D'après Le Monde, il « démontre de manière implacable » que le programme d’éradication n'a pas cessé en 1918, en utilisant des sources qui avaient été peu exploitées jusque là,.
Raymond Kévorkian montre notamment qu'à partir du mois de mars 1920 les autorités turques ont reçu l'aide des autorités religieuses pour éliminer les Arméniens et les Grecs. Les zones où vivaient les minorités ont été méthodiquement dépeuplées, puis les autorités turques ont effectué de nouveaux massacres des rescapés, en particulier en Cilicie. Le Monde estime que l'« enquête fouillée » réalisée par Raymond Kévorkian brise le « roman national » turc, qui voudrait que soit exempté de toute responsabilité la république de Turquie, qui est née en 1923 et dont le premier président est Mustafa Kemal Atatürk : une part importante des élus qui rejoignent en 1920 la Grande Assemblée nationale de Turquie mise en place par Mustafa Kemal ont participé aux massacres de 1915-1917. C'est le cas notamment de Celal Bayar, qui sera président de la République turque entre 1950 et 1960. Entre 1919 et 1923, Mustafa Kemal est l'un des tenants du pouvoir en Turquie et il participe à l'exclusion définitive des communautés arméniennes et grecques de Turquie.

## Publications
- Le livre arménien à travers les âges, avec Jean-Pierre Mahé, Catalogue de l'Exposition Marseille 1985 : Le livre arménien à travers les âges, 1985.
- Catalogue des « incunables » arméniens, 1511-1695 ou Chronique de l'imprimerie arménienne, avec Jean-Pierre Mahé, Genève : P. Cramer, 1986.
- Les Imprimés arméniens des XVIe et XVIIe siècles : catalogue, Bibliothèque Nationale de France, 1987.
- Arménie : 3000 ans d'histoire, avec Jean-Pierre Mahé, Maison arménienne de la jeunesse et de la culture, 1988.
- Les Imprimés arméniens : 1701-1850, Bibliothèque Nationale de France, 1989.
- Tapis et textiles arméniens, avec Berdj Achdjian, Maison arménienne de la jeunesse et de la culture, 1991.
- avec Paul B. Paboudjian, Les Arméniens dans l'Empire ottoman à la veille du génocide, Paris, Les Éditions d'Art et d'Histoire, 1992, 603 p. (ISBN 2-906755-09-5, BNF 35543296, lire en ligne sur Gallica)
- Arménie entre Orient et Occident : trois mille ans de civilisation, Bibliothèque Nationale de France, 1996.
- Manuscrits arméniens de la Bibliothèque nationale de France : catalogue, avec Bernard Outtier, Bibliothèque Nationale de France, 1998.
- Parler les camps, Penser les génocides, Albin Michel, 1999
- Traduction d'« Histoire de la médecine en Arménie : de l'Antiquité à nos jours », Union médicale arménienne de France, 1999.
- Ani, capitale de l'Arménie en l'an 1000, Paris-Musées, 2001
- Les Yeux Brûlants — Mémoire des Arméniens, avec Antoine Agoudjian, Actes sud, 2006
- Le Génocide des Arméniens, Éditions Odile Jacob, 2006, 1007 p. (ISBN 978-2-7381-1830-1, lire en ligne)
- Les Arméniens 1917-1939 — La quête d'un refuge, avec Vahé Tachjian et Lévon Nordiguian, Presses de l'Université Saint-Joseph (Liban), 2006
- Lumière de l'Arménie chrétienne, avec Yvan Travert, éditions du patrimoine, 2006.
- Un siècle de l'Union Générale Arménienne de Bienfaisance, Vol. 1, 1906-1940, avec Vahé Tachjian, Union Générale Arménienne de Bienfaisance, 2006.
- Une mémoire arménienne, avec Yervant Der Goumcian, Direction du Patrimoine du Conseil général de l’Isère, 2007.
- avec Mihran Minassian, Lavon Nordiguian, Michel Paboudjian et Vahé Tachjian, Les Arméniens de Cilicie, Habitat, mémoire et identité, Beyrouth, Presses de l'Université Saint-Joseph, 2012 (ISBN 9 789953-45529-7)
- Parachever un génocide : Mustafa Kemal et l'élimination des rescapés arméniens et grecs (1918-1922), Éditions Odile Jacob, 2023, 416 p. (ISBN 978-2415006617)
- Arménie. Un génocide et la justice (avec Vincent Duclert & Thomas Hochmann), Paris, Les Belles Lettres, 2025, 160 p.  (ISBN 978-2251457000)